# RTL 7 (Niederlande)
RTL 7 ist ein niederländischer Privatsender und gehört neben RTL 4, RTL 5 und RTL 8 zu der RTL Nederland. Seinen Sendebetrieb nahm der Fernsehsender am 1. September 1995 unter dem Namen Veronica auf, von 2001 bis 11. August 2005 trug er den Namen Yorin.
Der Sender wird in den Niederlanden und Luxemburg über DVB-T2, Kabel und Satellit verbreitet. RTL 7 ist ein luxemburgischer Sender, da die luxemburgischen Lizenzgeber wesentlich liberaler sind als die der Niederlande und der Sender so strengen Kontrollen entgehen kann.
Der Sender zeigt hauptsächlich Sportformate.

## Logos

12. August 2005 bis 5. September 2010
6. September 2010 bis 2017
2017 bis 30. April 2023
Logo seit 1. Mai 2023